# János Varga
János Varga (ur. 21 października 1939 w Abony, zm. 29 grudnia 2022 w Budapeszcie) – węgierski zapaśnik. Złoty medalista olimpijski z Meksyku.
Walczył w obu stylach. Po złoto sięgnął w stylu klasycznym, w wadze koguciej (do 57 kilogramów). Był wicemistrzem świata w 1961 w stylu wolnym, brązowym medalistą rok później. W stylu klasycznym sięgał po złoto w 1963 i 1970, srebro w 1967 i brąz w 1971. Stawał na podium mistrzostw Europy (złoto w 1967 i 1970, srebro w 1968).